# José María Chacón Sarraoa
José María Chacón Sarraoa (El Puerto de Santa María, Cádiz; 8 de febrero de 1782 - San Fernando, Cádiz; 9 de octubre de 1848) fue un militar y político español, ministro durante la regencia de María Cristina.

## Biografía
Era hijo de Salvador María Chacón y Sánchez de Soto, teniente general de la Armada Española. En 1795 ingresó como guardiamarina en el Departamento de Cádiz. En 1798 ascendió a alférez de fragata y luchó contra los británicos en Rochefort. Fue hecho prisionero por los ingleses durante ocho meses y en 1804 volvió a España, donde fue ascendido a alférez de navío y destinado al Arsenal de la Carraca. En 1809 fue enviado a Lima y al volver fue ascendido a teniente de fragata. 
En 1811 nuevamente fue promovido, en aquel año a teniente de navío, participando en acciones militares como el bloqueo de Cartagena de Indias y la campaña de la isla Margarita. En 1816 fue ascendido a capitán de fragata. 1817 fue nombrado comandante de la puesta de Puerto Cabello hasta 1919, cuando regresó a la península. En 1821 fue destinado a la fragata Constitución, con la que participó en combates contra corsarios y subversivos colombianos en las aguas de Maracaibo, Cuba y Yucatán. 1825 fue ascendido a capitán de navío y en 1829 a brigadier, y en 1830 volvió a la península.
En octubre de 1834, durante la primera guerra carlista fue segundo comandante de las fuerzas navales del Norte y en 1836 fue nombrado comandante general de Ferrol. Durante unos días de mayo de 1836 fue ministro de Marina bajo el gabinete de Miguel Ricardo de Álava. Fue ascendido a jefe de escuadra y nuevamente fue ministro de Marina entre diciembre de 1838 y abril de 1839 en los gobiernos del duque de Frías y de Evaristo Pérez de Castro. 
Asimismo, en 1839 fue elegido diputado a Cortes por la provincia de La Coruña y de 1841 a 1843 fue senador por la misma provincia. En 1842 fue ascendido a teniente general. Con la caída de Baldomero Espartero al año siguiente, tuvo que exiliares. No obstante, en 1844 regresó a España y fue nombrado comandante general de la plaza de Cádiz, y en 1846 fue ascendido a capitán general. Enfermo, falleció en San Fernando (Cádiz).